# Академія футболу Ротаня і Зозулі
Академія футболу Ротаня і Зозулі  — українська позаклубна футбольна школа у місті Дніпро. Назву отримала від українських футболістів Руслана Ротаня та Романа Зозулі, які є її засновниками та основними спонсорами.

## Історія
Академія заснована 30 грудня 2015 року за ініціативи тоді ще гравців дніпропетровського «Дніпра» Руслана Ротаня та Романа Зозулі, а також виконавчого директора та колишнього гравця «Дніпра» Андрія Русола. Має 8 філій у Дніпрі та Дніпропетровській області.

## Діяльність
Футбольна академія здійснює спортивну підготовку та організацію дозвілля дітей віком від 6 до 10 років. Навчання і тренування здійснюють тренери, які мають ігровий та тренерський досвід у професійних футбольних клубах. Академія має сучасну матеріально-технічну базу у восьми філіях.